# Hiro Fujikake

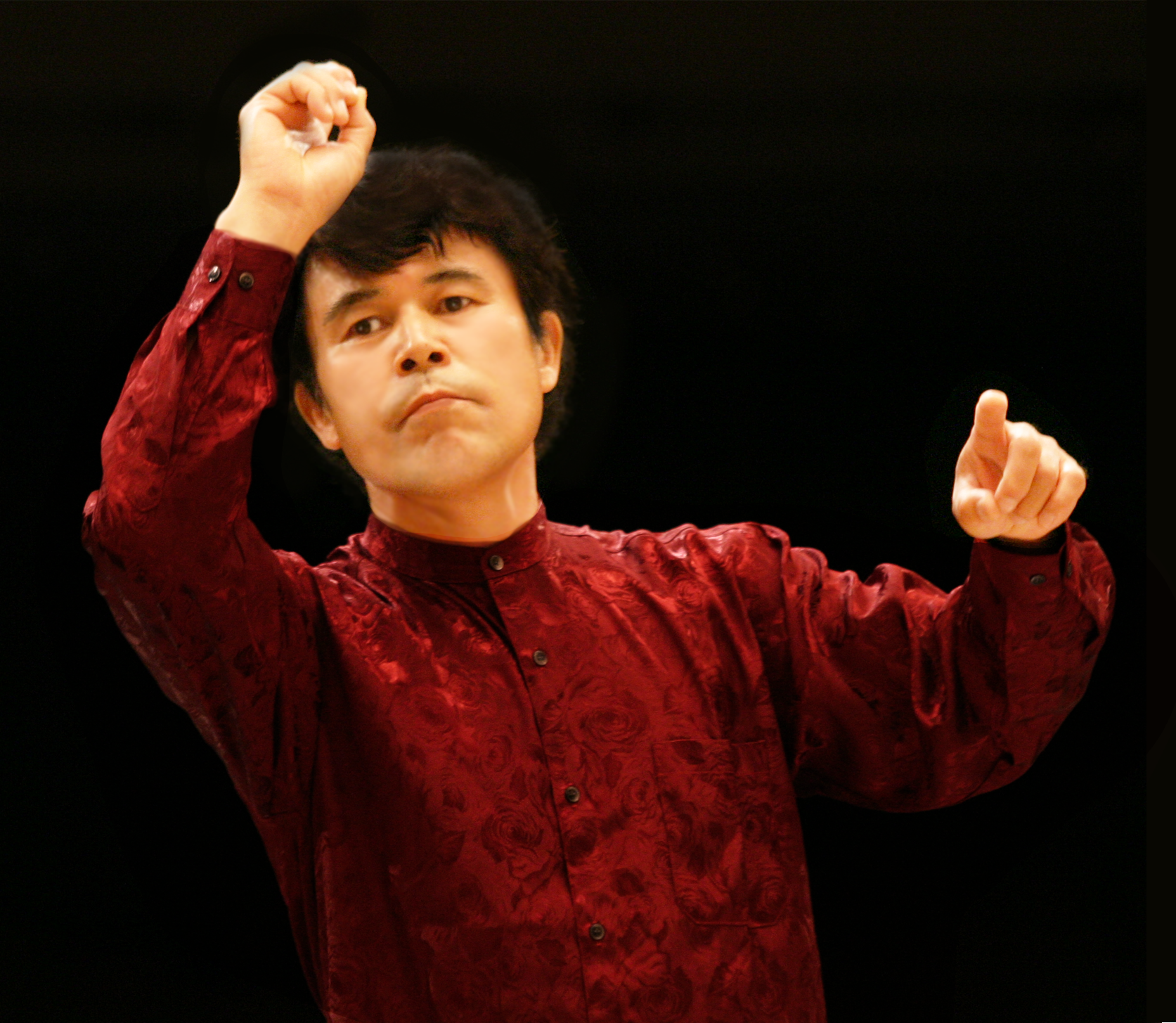
Hiro Fujikake, 2020

Hiro Fujikake (jap. 藤掛 廣幸, Fujikake Hiroyuki; * 31. Januar 1949) ist ein japanischer Komponist.
Hiro Fujikake ist das Pseudonym von Hiroyuki Fujikake.

## Leben
Im Jahr 1964 begann er seine musikalische Ausbildung an der Oberschule. Später studierte er Komposition an der Präfekturkunsthochschule Aichi in Nagakute, erlangte dort nach vier Jahren den Bachelor und nach drei weiteren Jahren den „Master of Music“.
Seitdem hat er zahlreiche Preise für seine Kompositionen gewonnen, wie zum Beispiel den „Ongakunotomo-Kompositionspreis“ für „Two Poems for Chorus“ im Jahr 1970, den zweiten Preis des „NHK-Mainichi-Musikwettbewerbs“ für „Threnody“ im Jahr 1974, den „Alljapanischen-Bandverband-Teststück-Kompositionspreis“ für „Concertino Overture“ 1975, den Kompositionspreis der Japanischen Mandolineunion (JMU) für „Pastoral Fantasy“ im Jahr 1975, den ersten Preis beim „Sasagawa-Wettbewerb“ für „Nostalgic Rhapsody“ (1975) und „Chaconne“ (1976), den „Japan-Symphony-Stiftung-Kompositionspreis“ für den „Song of Spring“ im Jahr 1990 und vor allem den großen Preis des Concours Musical Reine Elisabeth in Belgien für das sinfonische Werk „the Rope Crest“ im Jahr 1977.
Sein kompositorisches Schaffen ist vielseitig, es umfasst Symphonien, Opern, Ballette und Musicals, Stücke für Concert Bands, Zupforchester und traditionelle japanische Instrumente. Er arbeitet für das Radio, das Fernsehen, Film und für besondere Anlässe wie Ausstellungen und Messen, z. B. die Weltdesignausstellung 1989 in Nagoya.
Neben seiner Tätigkeit als Komponist spielt er auch den Synthesizer in seiner Solo-Band (ein Synthesizer-Orchester, das durch Computer gesteuert wird). Aber in der Regel wird er von japanischen Taiko-Trommlern, Mandolinenspielern und Spielern chinesischer Musikinstrumente begleitet.
Zusammen mit Flötist James Galway hat er zwei CDs aufgenommen, darunter die CD The Enchanted Forest, welche fünf Monate in den Top 10 Billboard-Charts (Klassik-Crossover-Bereich) war.
Er ist Mitglied des Projektausschusses der Nippon Music Foundation.

## Stil
In seinen Werken hört man eine Vereinigung von östlicher und westlicher Musik. Teilweise integriert er auch Jazz- oder Rockmusik. Auch kommen natürliche Elemente in seiner Arbeit vor, weil er seine frühe Kindheit in Higashi-Shirakawa verbrachte, umgeben von Bergen und einem Fluss mit klarem Wasser.

## Zusammensetzung

### Werke für Orchester
- 1974  Threnody
- 1977  The Rope Crest
- 1988  The Spirit of Nature
- 1989  Hiroshima Spirit - As The Life of the New World  für Orchester
- 1990  The Song of Spring
- 1993 Gifu  Symphonie für Orchester mit japanischen Taiko-Trommeln
- 1999 Green Scope  Komposition für 100 Musiker für traditionelle japanische Instrumente später auch arrangiert für Zupforchester
- 2003 Spring Sprung
- 2004  Izumo  Symphonie für Orchester und Synthesizer
  1. Andante moderato Maestoso „Beginning“
  2. Andante cantabile con espressione "Love and Love"
  3. Allegro con fuoco "Encounter"
  4. Moderato Maestoso "Soar to the World"

### Werke für Band
- 1975  Concertino Overture
- 1975  Nostalgic Rhapsody
- 1976  Concert Overture
- 1976  Chaconne
- 1983  Hakuho Rhapsody
- 1991  Rock'n March

### Musik

#### Ballett
- 1988  Ah! Nomugi Toge

#### Musicals
- 1995  A Tale of Little Lives
- 1999  Bunna

### Chormusik
- 1970  Two Poems for Chorus
- 1989  Hiroshima Spirit - As The Life of the New World für gemischten Chor, Flöte solo und Orchester

### Werke für Gitarre
- 1999  Capriccio Sakura  für Gitarrenorchester

### Werke für Zupforchester
- 1974  Merchen No.1
- 1975  Pastoral Fantasy  für Zupforchester
- 1976  Merchen No.2
- 1976  Barades 8
- 1977  Jhongara pour l'orchester de Mandolins
- 1978  Stabat Mater
- 1978  Poetical 2 pieces
- 1979  Serenade No.1
- 1979  Serenade Nr.2
- 1981  Grand Chaconne
- 1981  Ode for Spring
- 1982  Goh: A Chance Meeting für Zupforchester und japanischen Taiko-Trommeln
- 1983  Variations on “The Moon over the Ruined Castle”
- 1984  Ode for Dawn
- 1989  Song of Lives
- 1990  Tre Pick Prelude
- 1990  Angel Chorus
- 1994  Viva! Mandoline
- 1995  Muse Concerto
- 1995  Fantasia Kyushu
- 1996  Stars concerto
- 1998  Calling from Underground
- 1999  Capriccio Sakura  für Zupforchester
- 1999  Forest Symphony
- 1999  Aqua Rhythm
- 2001 Suite aus der Oper Song of Papermaking Girls
- Suite aus der Oper Sun Legend (The Vanished Sun)

### Elektronische Musik
- 1979  Galactic Symphony 
  1. Prelude
  2. Allegro
  3. Adagio
  4. Allegro Scherzando
  5. Passacaglia
- 1984  Romance
- 1989  Synthesizer Fantasy
- 1992  Lotusland in the Sky  für Orchester Solo (Keyboard und Computer)
- 1998  Full Blooming  für Orchester Solo (Keyboard und Computer)
- 2000  Wings Eternity  für Orchester Solo (Keyboard und Computer)